# Helichrysum sarcolaenifolium
Helichrysum sarcolaenifolium là một loài thực vật có hoa trong họ Cúc. Loài này được Humbert mô tả khoa học đầu tiên.